# Diaphorus subjacobsi
Diaphorus subjacobsi är en tvåvingeart som beskrevs av Negrobov 2005. Diaphorus subjacobsi ingår i släktet Diaphorus och familjen styltflugor. Inga underarter finns listade i Catalogue of Life.